# Ischnocolus tripolitanus
Ischnocolus tripolitanus är en spindelart som beskrevs av Lodovico di Caporiacco 1937. Ischnocolus tripolitanus ingår i släktet Ischnocolus och familjen fågelspindlar.
Artens utbredningsområde är Libya. Inga underarter finns listade i Catalogue of Life.